# Csizmadi Mihály Zsolt
Csizmadi Mihály Zsolt (Székelyudvarhely, 1973 –) romániai magyar ultrafutó, gyógyszerész.
A sportolást birkózással kezdte gyerekkorában, utána kezdett el futni. A terepfutást félmaraton, maraton követte, fokozatosan jutott el az ultrafutásig.

„Ultrafutónak nem lehet születni – abba bele kell »öregedni«.”

## Jelentősebb eredményei
- 2019: Ultrabalaton[2]
- 2020: Aleargă România! (Szaladj, Románia!) virtuális ultrafutóverseny, 1972 km, ideje 276:8:9.[3]
- 2021: Aleargă România! (Szaladj, Románia!) virtuális ultrafutóverseny, 3004 km[4]
- 2022-ben teljesítette a Spartathlont, ideje 34:22:25.[5]

## Magánélet
Civilben gyógyszerész. Erdőszentgyörgyön él, az alsósófalvi patikát vezeti.